# Martín Martos
Martín Miguel Jesús Martos (Sucre, 12 de mayo de 1977) es un exfutbolista boliviano-argentino que jugaba como defensor.

## Carrera

### Colegiales
Martos debutó en Colegiales, club de Buenos Aires, que jugaba en la B Metropolitana en el año 2000.

### Douglas Haig
En 2001 dio el salto de calidad y se sumó a Douglas Haig, club de la ciudad de Pergamino, para disputar el Argentino A.

### The Strongest
En 2003 volvió a su país de nacimiento para sumarse a The Strongest. Con el equipo paceño se coronó campeón del Torneo Apertura de la Primera División de Bolivia.

### Real Potosí
En 2004 llegó a Real Potosí, con el que jugó el Torneo Apertura y terminó en cuarta posición.

### Atlético Ledesma
Para la segunda mitad de 2004 volvió a Argentina para sumarse a Atlético Ledesma que disputaba el Argentino B.

### Central Norte
En 2005 arribó a Cental Norte de la ciudad de Salta. Con el cuervo se coronó campeón del Argentino B y obtuvo el ascenso al Argentino A, siendo figura del equipo.

### Atlético Tucumán
En 2006 llegó a Tucumán para jugar en Atlético Tucumán. En el decano se coronó campeón del Argentino A y concretó el ascenso de Atlético.

### Gimnasia y Tiro
Regresó a Salta para sumarse a Gimnasia y Tiro. Con el albo tuvo una buena campaña y avanzó a la fase final, en búsqueda del ascenso, pero quedaría a las puertas del objetivo.

### Racing de Córdoba
En 2009 pasó a Racing de Córdoba, para tratar de conseguir el regreso de la academia cordobesa al Nacional B. Con Racing jugó hasta final de 2009.

### Central Córdoba
En 2010 pasó a Central Córdoba de Santiago del Estero. En el ferroviario tuvo un breve paso.

### Sportivo Patria
En la segunda mitad de 2010 se mudó a Formosa y se sumó a Sportivo Patria. A final de año se retiró del fútbol en el club formoseño.

## Clubes
| Club              | País      | Año       |
| ----------------- | --------- | --------- |
| Colegiales        | Argentina | 2000      |
| Douglas Haig      | Argentina | 2001-2002 |
| The Strongest     | Bolivia   | 2003      |
| Real Potosí       | Bolivia   | 2004      |
| Atlético Ledesma  | Argentina | 2004      |
| Cental Norte      | Argentina | 2005      |
| Atlético Tucumán  | Argentina | 2006-2007 |
| Gimnasia y Tiro   | Argentina | 2008      |
| Racing de Córdoba | Argentina | 2009      |
| Central Córdoba   | Argentina | 2010      |
| Sportivo Patria   | Argentina | 2010      |

## Palmarés
| Título                      | Equipo           | País      | Año       |
| --------------------------- | ---------------- | --------- | --------- |
| Primera División de Bolivia | The Strongest    | Bolivia   | 2003      |
| Argentino B                 | Cental Norte     | Argentina | 2005/2006 |
| Argentino A                 | Atlético Tucumán | Argentina | 2007/2008 |